# Bang (Band)
Bang war ein griechisches Pop-Duo, das von 1987 bis 1991 bestand. Die Mitglieder waren Thanos Kalliris (Gesang) und Vasilis Dertilis (Backgroundgesang/Keyboards).

## Werdegang
Das Duo gewann die griechische Vorentscheidung zum Concours Eurovision de la Chanson 1987 und durfte daher beim Contest in Brüssel mit ihrem Popsong Stop auftreten. Als Background-Chor fungierten Katerina Kalliri, Mariana Efstratiou und Laura Burke. Sie erreichten den zehnten Platz.
Nach dem Contest veröffentlichte die Gruppe noch drei LPs und mehrere Singles. Ab 1992 entschloss sich Thanos Kalliris zu einer Solokarriere als Popsänger.

## Diskografie
Alben
- 1987: Bang – The Album
- 1990: Clockwise
- 1991: Kane to Lathos